# Black and White America
Black and White America es el noveno álbum de estudio del músico estadounidense de rock Lenny Kravitz, lanzado el 22 de agosto de 2011, por medio del sello discográfico Roadrunner, Atlantic y Warner Music Group.

## Listado de canciones
| LP original |                                          |                             |          |  |
| N.º         | Título                                   | Escritor(es)                | Duración |  |
| 1.          | «Black and White America»                | Lenny Kravitz, Craig Ross   | 4:34     |  |
| 2.          | «Come On Get It»                         | Kravitz, Ross               | 4:25     |  |
| 3.          | «In the Black»                           | Kravitz                     | 3:23     |  |
| 4.          | «Liquid Jesus»                           | Kravitz                     | 3:29     |  |
| 5.          | «Rock Star City Life»                    | Kravitz, Ross               | 3:25     |  |
| 6.          | «Boongie Drop» (con Jay-Z & DJ Military) | Kravitz, Jay-Z              | 3:45     |  |
| 7.          | «Stand»                                  | Kravitz                     | 3:19     |  |
| 8.          | «Superlove»                              | Kravitz, Ross               | 3:28     |  |
| 9.          | «Everything»                             | Kravitz                     | 3:37     |  |
| 10.         | «I Can't Be Without You»                 | Kravitz                     | 4:47     |  |
| 11.         | «Looking Back on Love»                   | Kravitz                     | 5:35     |  |
| 12.         | «Life Ain't Better Than It Is Now»       | Kravitz                     | 4:16     |  |
| 13.         | «The Faith of a Child»                   | Kravitz                     | 4:05     |  |
| 14.         | «Sunflower» (con Drake)                  | Kravitz, Swizz Beatz, Drake | 4:13     |  |
| 15.         | «Dream»                                  | Kravitz                     | 5:10     |  |
| 16.         | «Push»                                   | Kravitz                     | 4:22     |  |

## Posicionamiento y certificaciones
| Alemania                 | German Albums Chart         | 1  |
| Argentina                | Argentinian Albums Chart    | 6  |
| Austria                  | Austrian Albums Chart       | 2  |
| Bélgica Flandes(Flandes) | Ultratop 100 Albums         | 12 |
| Bélgica Valona(Valonia)  | Ultratop 100 Albums         | 7  |
| Canadá                   | Canadian Albums Chart       | 45 |
| República Checa          | Czech Republic Albums Chart | 1  |
| Corea del Sur            | Albums Chart                | 63 |
| Corea del Sur            | International Albums Chart  | 9  |
| Dinamarca                | Danish Albums Chart         | 29 |
| Eslovenia                | Slovenian Albums Chart      | 17 |
| España                   | Spanish Albums Chart        | 3  |
| Estados Unidos           | Billboard 200               | 17 |
| Finlandia                | Finnish Albums Chart        | 8  |
| Francia                  | French Albums Chart         | 7  |
| Hungría                  | Hungarian Albums Chart      | 26 |
| Italia                   | Italian Albums Chart        | 8  |
| Japón                    | Japanese Albums Chart       | 20 |
| Países Bajos             | Dutch Albums Chart          | 2  |
| Polonia                  | Polish Albums Chart         | 6  |
| Reino Unido              | UK Albums Chart             | 75 |
| Suecia                   | Swedish Albums Chart        | 42 |
| Suiza                    | Swiss Albums Chart          | 1  |

| País     | Lista de fin de año (2011) | Posición | Ref.   |
| -------- | -------------------------- | -------- | ------ |
| Alemania | German Albums Chart        | 93       | [ 24 ] |
| Suiza    | Swiss Albums Chart         | 37       | [ 25 ] |

| País      | Organismo certificador | Certificación | Ref.   |
| --------- | ---------------------- | ------------- | ------ |
| Argentina | CAPIF                  | Disco de Oro  | [ 26 ] |
| Francia   | SNEP                   | Disco de Oro  | [ 27 ] |
| Polonia   | ZPAV                   | Disco de Oro  | [ 28 ] |